# 和歌山県道241号静川請川線
和歌山県道241号静川請川線（わかやまけんどう241ごう しずかわうけがわせん）は、和歌山県田辺市を通る一般県道である。

## 概要
田辺市本宮町静川から田辺市本宮町請川に至る。
2018年（平成30年）8月23日の平成30年台風第20号により、川湯温泉で道路が陥没し、通行止めとなった。また本宮町静川でも崩土により通行止めが発生している。

### 路線データ
- 起点：和歌山県田辺市本宮町静川
- 終点：和歌山県田辺市本宮町請川（国道168号交点）
- 実延長：6.901 km

## 歴史
- 1959年（昭和34年）5月14日 - 和歌山県が一般県道として静川請川線を認定[3]。
- 2008年（平成20年）7月1日 - 和歌山県告示第927号により、同日に廃止された和歌山県道242号湯峯温泉線の旧道約600 mが当路線に編入される[4]。

## 路線状況

### 重複区間
- 和歌山県道45号那智勝浦本宮線（田辺市本宮町請川）

### 道路施設

#### トンネル
- 温泉隧道：延長473 m、1976年（昭和51年）竣工、田辺市

## 地理

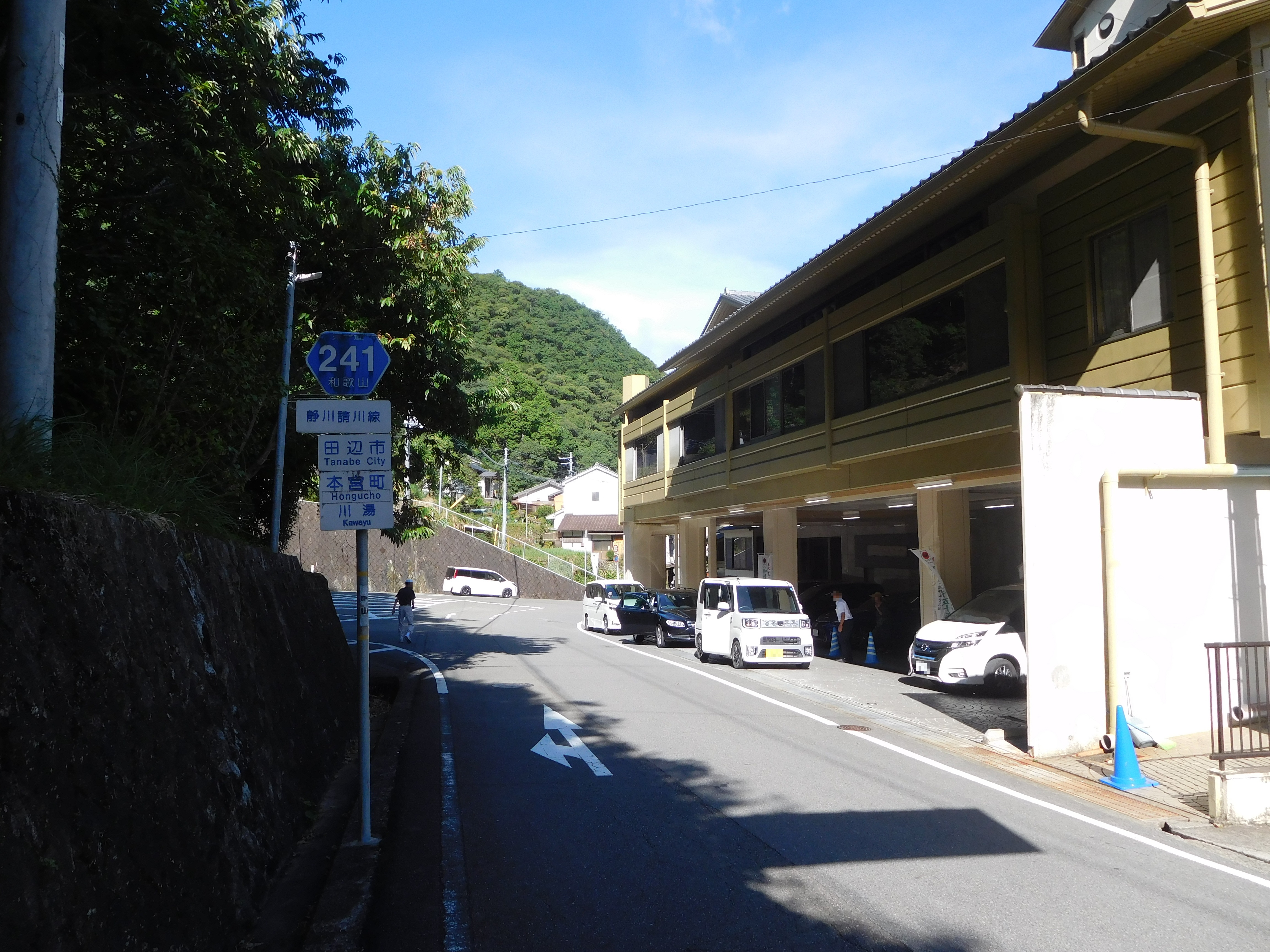
沿線風景（田辺市本宮町川湯）

### 通過する自治体
- 田辺市

### 交差する道路
| 交差する道路                              | 交差する場所 | 交差する場所                                                                                              |
| ----------------------------------------- | ------------ | --- |
| 和歌山県道241号静川請川線 / 別線          | 本宮町川湯   | 川湯交差点                                                                                                |
| 和歌山県道45号那智勝浦本宮線 重複区間起点 | 本宮町請川   | |
| 和歌山県道45号那智勝浦本宮線 重複区間終点 | 本宮町請川   | |
| 国道168号 国道311号 重複                  | 本宮町請川   | 終点 |
| 別線                                      |              | |
| 和歌山県道241号静川請川線 / 本線          | 本宮町川湯   | 川湯交差点 / 別線起点                                                                                     |
| 国道311号                                 | 本宮町渡瀬   | 川湯温泉入口交差点 / 別線終点【北緯33度49分1.3秒 東経135度45分58.6秒 / 北緯33.817028度 東経135.766278度】 |

### 沿線
- 川湯温泉
- 大塔川
- 熊野川
- 新宮警察署 請川駐在所